# Давид (Чкадуа)
Митрополи́т Давид (груз. მიტროპოლიტი დავითი, в миру Григорий Иванович Чкадуа груз. გრიგოლ ივანეს ძე ჭკადუა; 22 марта 1926, Тифлис — 8 октября 1992 или 7 октября 1992, Тбилиси) — архиерей Грузинской православной церкви, митрополит Сухумский и Абхазский (1981—1992).

## Биография
Родился 22 марта 1926 года в Тбилиси. Получил медицинское образование в Пятигорске, работал стоматологом.
13 августа 1978 года рукоположен в сан священника и назначен настоятелем церкви в Марткопи. 20 октября того же года в Мцхете был пострижен в монашество с наречением имени Давид. 15 декабря того же года был рукоположен во епископа Батумского и Шемокмедского.
14 октября 1980 года возведён в сан архиепископа и назначен ректором Мцхетской духовной семинарии.
8 сентября 1981 год назначен архиепископом Сухумским и Абхазским. 26 июня 1983 года был возведён в сан митрополита.
В августе 1992 года в период грузино-абхазского конфликта вместе с Эдуардом Шеварднадзе на центральной площади Сухуми приветствовал приход грузинских войск, а после занятия города абхазскими подразделениями[прояснить], покинул территорию Абхазии.
Скончался 8 октября 1992 года в Тбилиси при неизвестных обстоятельствах.